# ユーゴスラビア人民軍
ユーゴスラビア人民軍（ユーゴスラビアじんみんぐん）は、ユーゴスラビア社会主義連邦共和国の軍隊。パルチザンから編成され、冷戦時代には非同盟諸国の軍事における一角をなした。ユーゴスラビア社会主義連邦共和国軍、ユーゴスラビア軍とも呼ばれる。

## 概要
1945年、ユーゴスラビアでの戦争終結とユーゴスラビア社会主義連邦共和国の建国に伴い、パルチザンが軍として再編されたことにより誕生した。成立当初は「ユーゴスラビア軍」（Југославенска Армија）として編成されたが、パルチザン結成10周年を記念して、1951年12月22日に「人民」（Народна）の単語が付き、ユーゴスラビア人民軍（以下、人民軍）となった。
当初、人民軍はソ連からの莫大な支援を受け、特に空軍に関してはソ連空軍無くしての人民軍空軍は成り立たなくなる程にまで対ソ依存を深めていた。しかし1948年以降にソ連とユーゴスラビアの対立が激化すると、ソ連からの支援は一切打ち切りとなり、空軍からは国を逃れソ連や東側（東欧）諸国に逃れる者も多くいた。そのため、ユーゴスラビアがそれ以降に西側諸国との関係改善に傾くと、今度は西側諸国からの軍事支援を取り付けることに成功した。

## 組織
人民軍は陸軍、海軍、空軍、領土防衛隊から成り立つ。
地上部隊（陸軍）
ユーゴスラビア陸軍は人民軍の中で最も人員が多かった組織だった。1991年時点で約14万人の常備兵が配備され、約100万人の予備兵（領土防衛隊）が展開可能だった。主に歩兵、装甲、砲兵、対空、信号、工兵、化学師団が編成された。
海軍
パルチザン時代には存在しなかったユーゴスラビア海軍は、建国後即座に編成が行われた。その多くは、枢軸国（イタリア、ドイツ）から戦争賠償として回収した潜水艦、駆逐艦、掃海艇、戦車揚陸艇だった。スターリン死後、ユーゴスラビアとソ連の関係が安定した1960年代、ユーゴスラビアは再びソ連海軍からの支援を取り付ける事に成功し、オーサ型ミサイル艇10隻、シェルシェン型魚雷艇4隻を支給された。クロアチア社会主義共和国のスプリトを中心に海軍は成長した。
空軍
特にユーゴスラビア人民軍を象徴するものとしてユーゴスラビア空軍がある。ユーゴスラビアは特に空軍の強化に力を入れ、400以上の航空戦力や200機の攻撃用ヘリを配備していた。輸送、偵察を得意としており、航空戦力の殆どはユーゴスラビア国産であった。
空軍では特にユーゴスラビアの外交方針が色濃く出ていた。ソ連のMiG-21を300機で構成した9個の飛行隊、ミサイルに関してはアメリカから購入したAGM-65マーベリック、ソ連から購入したKh-23、Kh-28が配備された。それに加え空軍は独自開発機の生産にも成功し、SOKOを拠点にG-2 ガレブやG-4 スーパーガレブ、J-22 オラオ（ルーマニアとの共同開発）など数多くの国産開発機を生み出した。　

## 各言語表記
- セルビア語: Југославенска Народна Армија
- クロアチア語: Jugoslavenska Narodna Armija
- スロベニア語: Juhoslovanskáľudová armáda
- ボスニア語: Jugoslavenska Narodna Armija
- アルバニア語: Ushtria Popullore Jugosllave
- マケドニア語: Југословенска Народна Армија
- セルビア・クロアチア語（ラテン文字）: Jugoslavenska Narodna Armija
- セルビア・クロアチア語（キリル文字）: Југославенска Народна Армија